# Айт-Меллуль
Айт-Меллуль (бербер. ⴰⵢⵜ ⵎⴻⵍⵍⵓⵍ; араб. أيت ملول) — місто на півдні Марокко. Розташоване на околицях Агадіру в регіоні Сус — Масса на березі річки Сус. Згідно з переписом населення 2014 року, в місті мешкає 171 847 осіб. Поруч із містом розташований аеропорт Агадір.

## Клімат
Клімат Айт-Меллуля загалом є м’яким і помірним, іноді спекотним і сухим. На клімат міста впливають повітряні маси з Атлантичного океану. Сухі течії з півдня та гарячі вітри з Сахари також значно впливають на клімат міста.